# Malu (Godeni), Argeș
Malu este un sat în comuna Godeni din județul Argeș, Muntenia, România.